# Ottone Enrico del Palatinato
Ottone Enrico di Wittelsbach, o Ottenrico di Wittelsbach (Amberg, 10 aprile 1502 – Heidelberg, 12 febbraio 1559), fu un membro della dinastia dei Wittelsbach, conte palatino, duca del Palatinato-Neuburg dal 1505 al 1559 e principe elettore del Palatinato dal 1556 al 1559.

## Biografia
Ottone Enrico del Palatinato nacque ad Amberg il 10 aprile 1502. Era figlio di Roberto, conte palatino, terzo figlio di Filippo del Palatinato, Elettore Palatino, e di Elisabetta di Baviera-Landshut, figlia di Giorgio di Baviera.
Come nipote di Giorgio di Baviera divenne reggente del nuovo ducato del Palatinato-Neuburg assieme al fratello Filippo, dopo la perdita del Palatinato nell'ambito della guerra di successione di Landshut contro Alberto IV di Baviera.
Fu patrono delle arti ma ebbe problemi a mantenere il lusso della corte e per saldare i debiti causati dalla bancarotta che aveva contratto dopo aver ereditato il Palatinato nel 1556, dopo la morte dello zio Federico II. Reintrodusse la riforma protestante.

## Matrimonio ed eredi
Sposò Susanna di Baviera (1502–1543), figlia di Alberto IV di Baviera, il 16 ottobre 1529. Dal matrimonio però non nacquero eredi.

## Ascendenza
|                                   |                                            |                                           | Genitori                           |  |  | Nonni |  |  | Bisnonni                      |  |  | Trisnonni                       |  |
|                                   |                                            |                                           |                                    |  |  |       |  |  | 8. Ludovico IV del Palatinato |  |  | 16. Ludovico III del Palatinato |  |
|                                   |                                            |                                           |                                    |  |  |       |  |  | 8. Ludovico IV del Palatinato |  |  | 16. Ludovico III del Palatinato |  |
|                                   |                                            | 17. Matilde di Savoia                     |                                    |  |  |       |  |  | 8. Ludovico IV del Palatinato |  |  |                                 |  |
| 4. Filippo del Palatinato         |                                            |                                           |                                    |  |  |       |  |  | 8. Ludovico IV del Palatinato |  |  |                                 |  |
|                                   |                                            | 9. Margherita di Savoia                   | 18. Amedeo VIII di Savoia          |  |  |       |  |  |                               |  |  |                                 |  |
|                                   |                                            | 9. Margherita di Savoia                   | 18. Amedeo VIII di Savoia          |  |  |       |  |  |                               |  |  |                                 |  |
|                                   |                                            | 9. Margherita di Savoia                   | 19. Maria di Borgogna              |  |  |       |  |  |                               |  |  |                                 |  |
| 2. Roberto del Palatinato         |                                            | 9. Margherita di Savoia                   |                                    |  |  |       |  |  |                               |  |  |                                 |  |
|                                   |                                            | 10. Ludovico IX di Baviera-Landshut       | 20. Enrico XVI di Baviera-Landshut |  |  |       |  |  |                               |  |  |                                 |  |
|                                   |                                            | 10. Ludovico IX di Baviera-Landshut       | 20. Enrico XVI di Baviera-Landshut |  |  |       |  |  |                               |  |  |                                 |  |
|                                   |                                            | 10. Ludovico IX di Baviera-Landshut       | 21. Margherita d'Asburgo           |  |  |       |  |  |                               |  |  |                                 |  |
| 5. Margherita di Baviera-Landshut |                                            | 10. Ludovico IX di Baviera-Landshut       |                                    |  |  |       |  |  |                               |  |  |                                 |  |
|                                   |                                            | 11. Amalia di Sassonia                    | 22. Federico II di Sassonia        |  |  |       |  |  |                               |  |  |                                 |  |
|                                   |                                            | 11. Amalia di Sassonia                    | 22. Federico II di Sassonia        |  |  |       |  |  |                               |  |  |                                 |  |
|                                   |                                            | 11. Amalia di Sassonia                    | 23. Margherita d'Austria           |  |  |       |  |  |                               |  |  |                                 |  |
| 1. Ottone Enrico del Palatinato   |                                            | 11. Amalia di Sassonia                    |                                    |  |  |       |  |  |                               |  |  |                                 |  |
|                                   | 12. Ludovico IX di Baviera-Landshut (= 10) | 24. Enrico XVI di Baviera-Landshut (= 20) |                                    |  |  |       |  |  |                               |  |  |                                 |  |
|                                   | 12. Ludovico IX di Baviera-Landshut (= 10) | 24. Enrico XVI di Baviera-Landshut (= 20) |                                    |  |  |       |  |  |                               |  |  |                                 |  |
|                                   | 12. Ludovico IX di Baviera-Landshut (= 10) | 25. Margherita d'Asburgo (= 21)           |                                    |  |  |       |  |  |                               |  |  |                                 |  |
| 6. Giorgio di Baviera-Landshut    | 12. Ludovico IX di Baviera-Landshut (= 10) |                                           |                                    |  |  |       |  |  |                               |  |  |                                 |  |
|                                   |                                            | 13. Amalia di Sassonia (= 11)             | 26. Federico II di Sassonia (= 22) |  |  |       |  |  |                               |  |  |                                 |  |
|                                   |                                            | 13. Amalia di Sassonia (= 11)             | 26. Federico II di Sassonia (= 22) |  |  |       |  |  |                               |  |  |                                 |  |
|                                   |                                            | 13. Amalia di Sassonia (= 11)             | 27. Margherita d'Austria (= 23)    |  |  |       |  |  |                               |  |  |                                 |  |
| 3. Elisabetta di Baviera-Landshut |                                            | 13. Amalia di Sassonia (= 11)             |                                    |  |  |       |  |  |                               |  |  |                                 |  |
|                                   |                                            | 14. Casimiro IV di Polonia                | 28. Ladislao II Jagellone          |  |  |       |  |  |                               |  |  |                                 |  |
|                                   |                                            | 14. Casimiro IV di Polonia                | 28. Ladislao II Jagellone          |  |  |       |  |  |                               |  |  |                                 |  |
|                                   |                                            | 14. Casimiro IV di Polonia                | 29. Sofia Alšėniškė                |  |  |       |  |  |                               |  |  |                                 |  |
| 7. Edvige Jagellone               |                                            | 14. Casimiro IV di Polonia                |                                    |  |  |       |  |  |                               |  |  |                                 |  |
|                                   |                                            | 15. Elisabetta d'Asburgo                  | 30. Alberto II d'Asburgo           |  |  |       |  |  |                               |  |  |                                 |  |
|                                   |                                            | 15. Elisabetta d'Asburgo                  | 30. Alberto II d'Asburgo           |  |  |       |  |  |                               |  |  |                                 |  |
|                                   |                                            | 15. Elisabetta d'Asburgo                  | 31. Elisabetta di Lussemburgo      |  |  |       |  |  |                               |  |  |                                 |  |
|                                   |                                            | 15. Elisabetta d'Asburgo                  |                                    |  |  |       |  |  |                               |  |  |                                 |  |